# گلوله به سر
گلوله به سر (به انگلیسی: Bullet to the Head) فیلمی است محصول سال ۲۰۱۲ و به کارگردانی والتر هیل است. در این فیلم بازیگرانی همچون سیلوستر استالونه، سانگ کانگ، سارا شاهی، آدواله آکینویه آگباجه، کریستین اسلیتر، جیسون موموآ، جاون سدا، هولت مک‌کالانی، برایان وان هالت و ورونیکا روساتی ایفای نقش کرده‌اند.

## خلاصه داستان
داستان فیلم گلوله به سر دربارهٔ جیمی (سیلوستر استالونه) آدم‌کش حرفه‌ای است که به همراه دوست و همکارش لوییز پس از کشتن مردی به نام گریلی توسط شخصی اجیر شده مورد سوء قصد قرار می‌گیرد، جیمی نجات یافته اما لوییز کشته می‌شود و…